# Phyllonorycter medicaginella
Phyllonorycter medicaginella là một loài bướm đêm thuộc họ Gracillariidae. Nó được tìm thấy ở Đan Mạch và Ba Lan đến Bỉ, Anpơ, Bulgaria và Ukraina.
Ấu trùng ăn Medicago falcata, Medicago lupulina, Medicago sativa, Melilotus alba, Melilotus officinalis, Ononis spinosa, Trifolium dubium, Trifolium campestre và Trifolium repens. Chúng ăn lá nơi chúng làm tổ.